# Croix de Kercloarec
La croix de Kercloarec, est située au lieu-dit "Kercloirec", sur la commune de Plumelin dans le Morbihan.

## Historique
La croix de Kercloarec fait l’objet d’une inscription au titre des monuments historiques depuis le 20 mars 1935.